# Конституция на Северна Македония
Конституцията на Северна Македония е най-висшият правен акт в Северна Македония.
Приета е на 17 ноември 1991 година. Има 19 поправки:
- през 1992 (1 и 2 поправка),
- през 1998 (3 поправка) и
- през 2001 (от 4 до 19 поправка).

Конституцията е съставена от преамбюл и членове. Членовете на Конституцията се разделени в няколко глави:
1. Основни разпоредби
2. Основни свободи и права на човекът и гражданина
3. Организация на държавната власт
4. Конституционен съд на Северна Македония
5. Местно самоуправление
6. Международни отношения
7. Отбрана, военно и извънредно положение
8. Изменения на конституцията
9. Преходни и заключителни разпоредби

## Основни заложби на конституционния порядък
В член 8, статия 1 от Конституцията са дефинирани основните вредности на конституционния порядък на Северна Македония:
- основни свободи и права на човека и гражанина признати в международното право и утвърдени с Конституцията;
- свободно изразяване на националната принадлежност. Правна застъпеност на гражданите, независимо от тяхната принадлежност в органите на държавната власт и другите обществени институции на всички нива;
- владеене на правото;
- рaзделение на държавната власт на законодателна, изпълнителна и съдебна;
- политически плурализъм и свободни преки и демократични избори;
- правна защита на собствеността;
- свобода на пазара и предприемачеството;
- хуманизъм, социалната справедливост и солидарност;
- местно самоуправление;
- защита и подобряване на жизнената и околната среда
- спазване на общоприетите норми на международното право.